# کاظم فرهمند
کاظم فرهمند (زادهٔ ۱۳۳۸ در ابرکوه) نمایندهٔ حوزهٔ انتخابیهٔ مهریز، بافق، ابرکوه و خاتم در دورهٔ هشتم مجلس شورای اسلامی بوده‌است.